# Cyphocharax derhami
Cyphocharax derhami is een straalvinnige vissensoort uit de familie van de brede zalmen (Curimatidae). De wetenschappelijke naam van de soort is voor het eerst geldig gepubliceerd in 2006 door Vari & Chang.